# Tiên Hưng (huyện)
Tiên Hưng là một huyện cũ thuộc tỉnh Thái Bình, Việt Nam.

## Vị trí địa lý
- Phía Bắc giáp 2 huyện Quỳnh Côi và Duyên Hà.
- Phía Nam giáp huyện Thư Trì.
- Phía Đông giáp huyện Đông Quan.
- Phía Tây giáp huyện Hưng Nhân.

## Lịch sử
Huyện Tiên Hưng trước có tên là huyện Thần Khê, thuộc phủ Tiên Hưng (tên phủ này thời nhà Trần gọi là phủ Long Hưng, nhà Hồ và Hậu Lê gọi là phủ Tân Hưng, thời thuộc Minh trước nhà Lê gọi là Trấn Man, nhà Nguyễn gọi là Tiên Hưng). Các năm 1832-1890, huyện Thần Khê (tức là huyện Tiên Hưng sau này) thuộc phủ Tiên Hưng tỉnh Hưng Yên. Năm 1890-1894, huyện Thần Khê thuộc phủ Thái Bình tỉnh Thái Bình, Sau đó, thuộc phủ Tiên Hưng tỉnh Thái Bình cho đến khi bỏ cấp phủ thì lấy tên phủ làm tên huyện.
Ngày 2 tháng 12 năm 1955, sáp nhập xã Trọng Quan thuộc huyện Đông Quan vào huyện Tiên Hưng; chuyển xóm Duyên Tề của xã Bắc Sơn (huyện Tiên Hưng) vào huyện Quỳnh Côi để sáp nhập với ba thôn Khả Lang, Mỹ Xa và Lê Hoàng của xã Tây Sơn (huyện Quỳnh Côi) thành xã Quỳnh Châu.
Ngày 17 tháng 6 năm 1969, huyện Tiên Hưng được hợp nhất với huyện Đông Quan thành huyện Đông Hưng, riêng 5 xã: Bắc Sơn, Chi Lăng, Đông Đô, Hòa Bình, Tây Đô được sáp nhập vào huyện Hưng Hà mới thành lập.

## Hành chính
Đến năm 1969, huyện Tiên Hưng có 27 xã: An Châu, Bắc Sơn, Bạch Đằng, Chi Lăng, Chương Dương, Đô Lương, Đông Đô, Đồng Phú, Hòa Bình, Hoa Lư, Hoa Nam, Hồng Châu, Hồng Giang, Hồng Việt, Hợp Tiến, Liên Giang, Lô Giang, Đông Hưng, Minh Châu, Minh Tân, Nguyên Xá, Phong Châu, Phú Châu, Phú Lương, Tây Đô, Thăng Long, Trọng Quan.